# カウナス・モスク
座標: 北緯54度53分39秒 東経23度55分41秒 / 北緯54.89417度 東経23.92806度

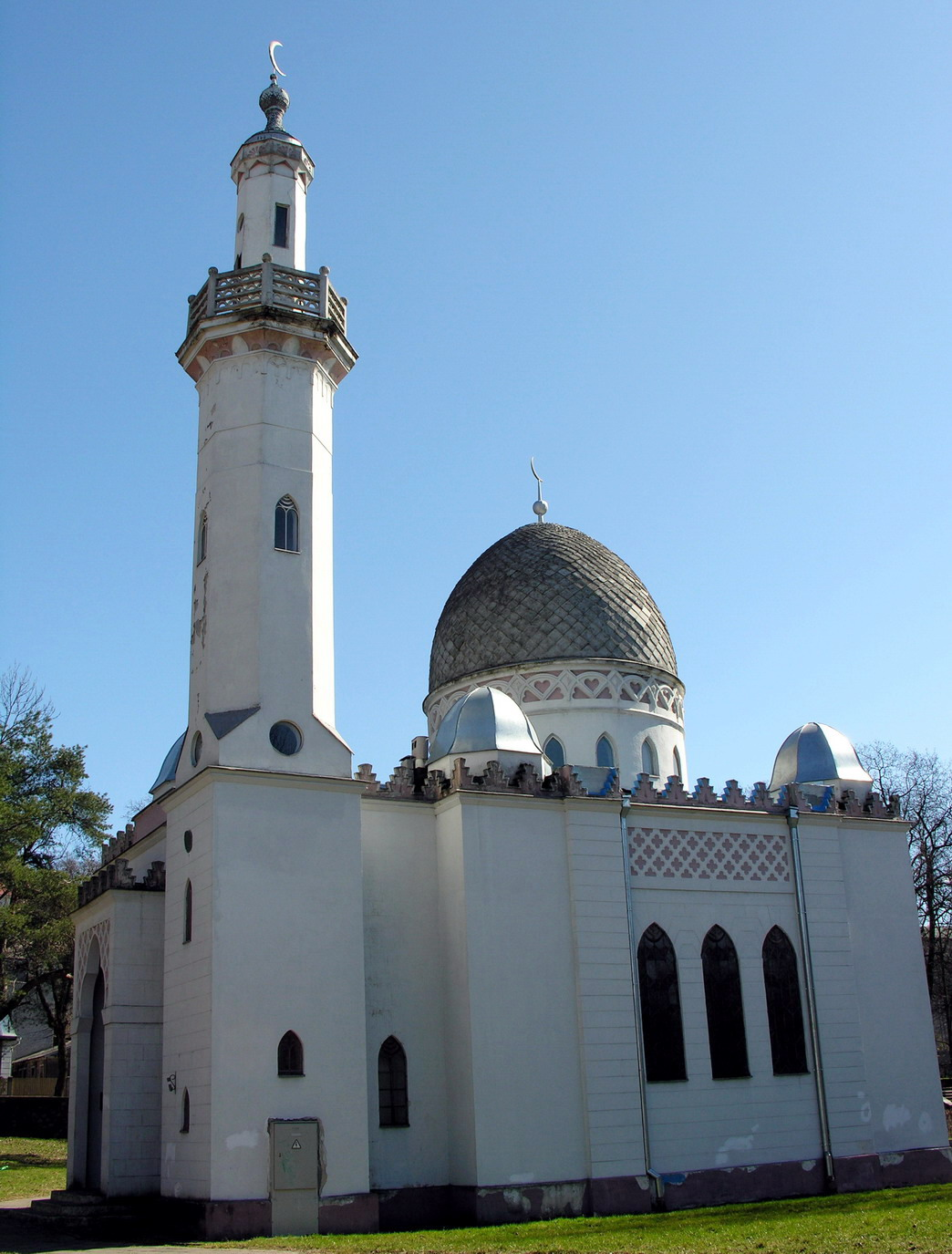
カウナス・モスク

カウナス・モスク（リトアニア語: Kauno Mečetė）、別名ヴィータウタス大公モスク（リトアニア語: Vytauto Didžiojo Mečetė）は、リトアニアに現存する4つのモスクのうちの1つ。カウナス市の中心部に位置する。リトアニアで唯一レンガ造りのモスクである。
1860年に木造のモスクが建てられ、1930年にリトアニア政府の支援を得てレンガ造りに建て替えられた。カウナス・モスクは、リプカ・タタール人のリトアニア居住を認めたとされるヴィータウタス大公の没後500周年記念として建てられたものである。
モスクは建築家のヴァツロヴァス・ミフネヴィチュスとアドルファス・ネティークサスによって設計され、北アフリカのモスクの様式が取り入れられている。宗教弾圧が行われていたソヴィエト時代には、サーカスとして使われていた。イスラム芸術の美術館をここに作る計画もあった。1989年、カウナス・モスクは宗教施設として復活した。